# Liste der Biografien/Schmidt, O
Liste der Biografien |
Portal Biografien |
O Personensuche
# |
A |
B |
C |
D |
E |
F |
G |
H |
I |
J |
K |
L |
M |
N |
O |
P |
Q |
R |
S |
T |
U |
V |
W |
X |
Y |
Z |
?
 
Sa |
Sb |
Sc |
Sd |
Se |
Sf |
Sg |
Sh |
Si |
Sj |
Sk |
Sl |
Sm |
Sn |
So |
Sp |
Sq |
Sr |
Ss |
St |
Su |
Sv |
Sw |
Sy |
Sz
 
Sca–Sce |
Sch |
Sci–Scz
 
Scha |
Schc |
Schd |
Sche |
Schg |
Schi |
Schj |
Schk |
Schl |
Schm |
Schn |
Scho |
Schp |
Schr |
Schs |
Scht |
Schu |
Schv |
Schw |
Schy
 
Schma |
Schme |
Schmi |
Schmo |
Schmu |
Schmy
 
Schmic |
Schmid |
Schmie |
Schmig |
Schmik |
Schmil |
Schmin |
Schmir |
Schmis |
Schmit
 
Schmida |
Schmidb |
Schmide |
Schmidf |
Schmidg |
Schmidh |
Schmidi |
Schmidj |
Schmidk |
Schmidl |
Schmidm |
Schmidp |
Schmidr |
Schmids |
Schmidt |
Schmid, A |
Schmid, B |
Schmid, C |
Schmid, D |
Schmid, E |
Schmid, F |
Schmid, G |
Schmid, H |
Schmid, I |
Schmid, J |
Schmid, K |
Schmid, L |
Schmid, M |
Schmid, N |
Schmid, O |
Schmid, P |
Schmid, R |
Schmid, S |
Schmid, T |
Schmid, U |
Schmid, V |
Schmid, W |
Schmid, Y
 
Schmidt, A |
Schmidt, B |
Schmidt, C |
Schmidt, D |
Schmidt, E |
Schmidt, F |
Schmidt, G |
Schmidt, H |
Schmidt, I |
Schmidt, J |
Schmidt, K |
Schmidt, L |
Schmidt, M |
Schmidt, N |
Schmidt, O |
Schmidt, P |
Schmidt, R |
Schmidt, S |
Schmidt, T |
Schmidt, U |
Schmidt, V |
Schmidt, W |
Schmidt, Y |
Schmidtb |
Schmidtc |
Schmidte |
Schmidtg |
Schmidth |
Schmidti |
Schmidtk |
Schmidtl |
Schmidtm |
Schmidtn |
Schmidts
Die Liste der Biografien führt alle Personen auf, die in der deutschsprachigen Wikipedia einen Artikel haben. Dieses ist eine Teilliste mit 40 Einträgen von Personen, deren Namen mit den Buchstaben „Schmidt, O“ beginnt.

## Schmidt, O
- Schmidt, O. Jochen (1938–2000), deutscher Filmarchitekt und Szenenbildner

### Schmidt, Ol
- Schmidt, Olaf, deutscher Skispringer
- Schmidt, Olaf (1943–2024), deutscher Hochschullehrer und Holzbiologe
- Schmidt, Olaf (* 1962), deutscher Kunstflugpilot mit Segelflugzeugen
- Schmidt, Olaf Henrik (1913–1996), dänischer Mathematik- und Astronomiehistoriker
- Schmidt, Olaf Jürgen (* 1971), deutscher Schriftsteller und Journalist
- Schmidt, Ole (1793–1848), dänischer Architekt
- Schmidt, Ole (1928–2010), dänischer Dirigent, Komponist und Jazzpianist
- Schmidt, Ole (* 1963), deutscher Komponist
- Schmidt, Oliver (* 1969), deutscher Ingenieur und Manager von Volkswagen in den USA
- Schmidt, Oliver (* 1971), deutscher Physiker
- Schmidt, Oliver (* 1972), deutscher Sportreporter und FußballkommentatorOliver Schmidt (* 1972)

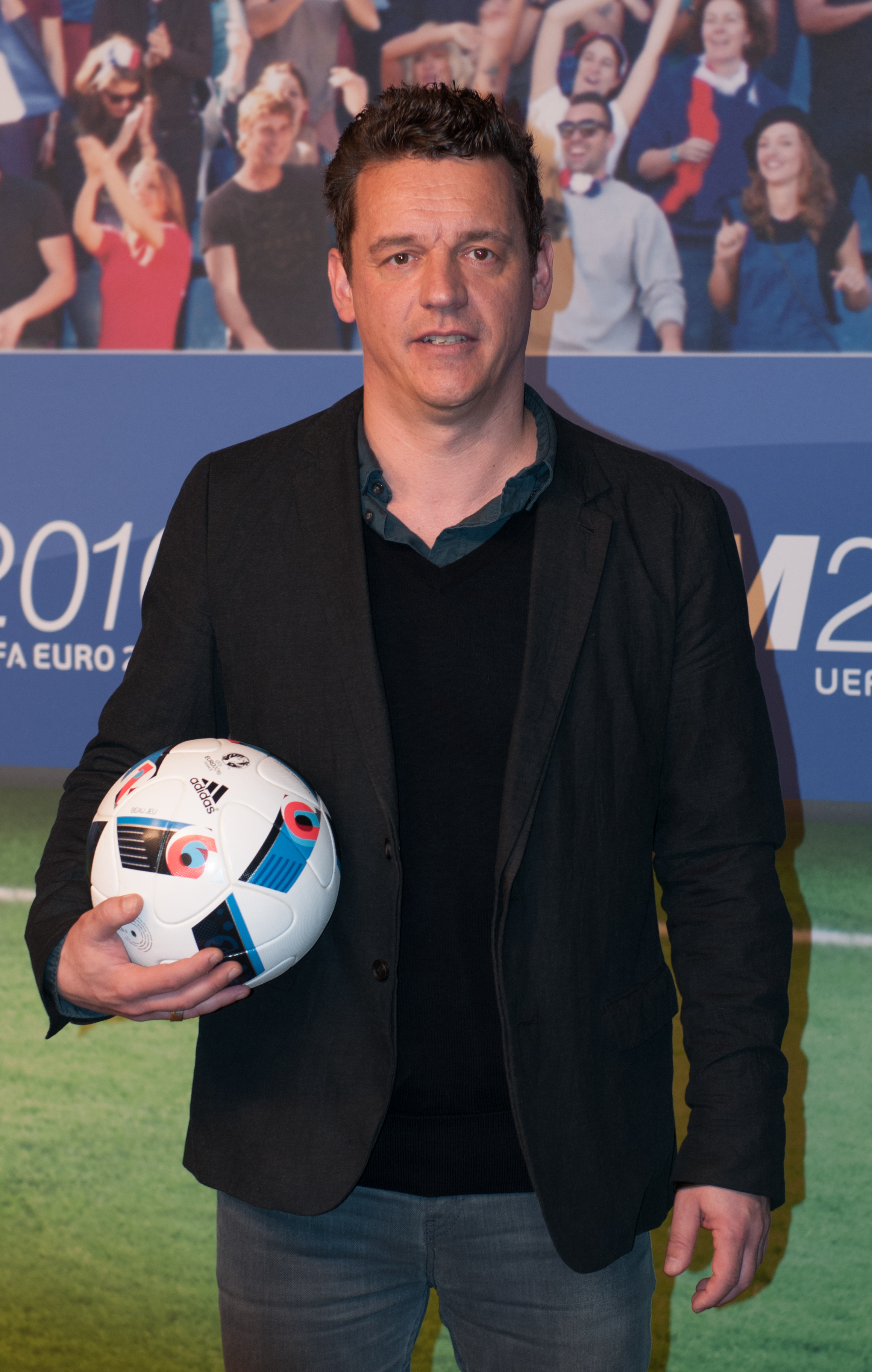
Oliver Schmidt (* 1972)

- Schmidt, Oliver (* 1973), deutscher Fußballspieler
- Schmidt, Olle (* 1949), schwedischer Politiker (Folkpartiet liberalerna), Mitglied des Riksdag, MdEP

### Schmidt, Os
- Schmidt, Oscar (* 1958), brasilianischer Basketballspieler
- Schmidt, Oskar (1908–1974), Schweizer Eishockeyspieler
- Schmidt, Oskar (* 1977), deutscher Künstler
- Schmidt, Oswin (1855–1922), deutscher Politiker (DNVP) und Mitglied des Sächsischen Landtages (1907–1922)

### Schmidt, Ot
- Schmidt, Ottmar (1835–1903), deutscher Apotheker und Professor
- Schmidt, Otto (1842–1910), deutscher Richter und Politiker (Zentrum), MdHdA, MdR
- Schmidt, Otto (1845–1903), preußischer Generalleutnant
- Schmidt, Otto (1866–1945), deutscher Verleger
- Schmidt, Otto (1873–1965), deutscher Arzt
- Schmidt, Otto (1874–1943), deutscher Chemiker
- Schmidt, Otto (1878–1947), deutscher Politiker (DNVP), MdR
- Schmidt, Otto (1889–1946), deutscher Politiker
- Schmidt, Otto (1892–1960), österreichischer Politiker (SPÖ), Mitglied des Bundesrates
- Schmidt, Otto (1896–1964), deutscher Jockey im Galopprennsport
- Schmidt, Otto (1898–1962), deutscher Rechtsmediziner und Hochschullehrer
- Schmidt, Otto (1899–1969), deutscher Verwaltungsbeamter und Politiker (SPD), MdL
- Schmidt, Otto (1901–1945), deutscher Politiker (NSDAP), Jurist und Oberbürgermeister Coburgs und Bayreuths
- Schmidt, Otto (1902–1984), deutscher Politiker (CDU), MdL, MdB
- Schmidt, Otto (1906–1942), deutscher Kleinkrimineller
- Schmidt, Otto (1953–2009), österreichischer Journalist und Reporter beim ORF
- Schmidt, Otto Christian (1885–1944), deutscher Fabrikant und Stifter
- Schmidt, Otto Eduard (1855–1945), deutscher Pädagoge und Schriftsteller
- Schmidt, Otto Juljewitsch (1891–1956), sowjetischer Geophysiker und ArktisforscherOtto Juljewitsch Schmidt (1891–1956)

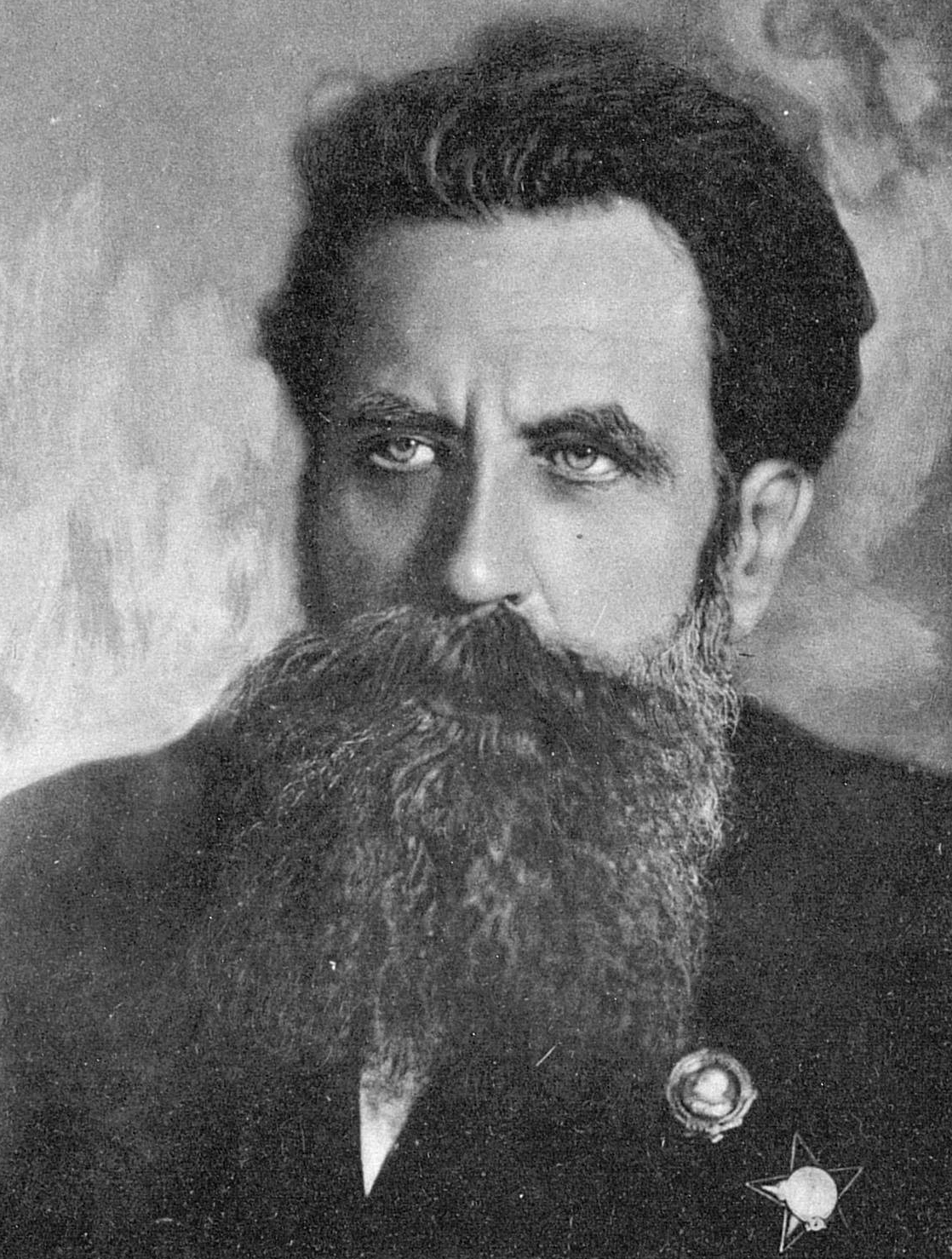
Otto Juljewitsch Schmidt (1891–1956)

- Schmidt, Otto Theodor (1894–1972), deutscher Chemiker
- Schmidt, Otto von (1820–1902), bayerischer General der Infanterie
- Schmidt, Otto von (1856–1929), bayerischer General der Kavallerie